# 10544 Hörsnebara
10544 Hörsnebara este un asteroid din centura principală, descoperit pe 29 februarie 1992, de UESAC.